# Карлос III посещава папа Бенедикт XIV в Сградата за отдих на Квиринал
„Карлос III посещава папа Бенедикт XIV в Сградата за отдих на Квиринал“ (на италиански: Carlo di Borbone visita il papa Benedetto XIV nella coffee-house del Quirinale) е картина на италианския художник Джовани Паоло Панини от 1746 г. Картината (121 × 71 см) е изложена в Зала 32 на Национален музей „Каподимонте“ в Неапол(Италия). Използвана е техниката на маслени бои върху платно.

## История
Картината е рисувана през 1746 г. от Джовани Паоло Панини по изричната заповед на крал Карлос III. Тя първоначално е изложена в двореца Каподимонте, впоследствие, през 1806 г., е преместена в сградата на днешния Национален археологически музей. По време на Втората световна война, малко преди пристигането на Съюзниците в Неапол, картината е взета от войници от дивизията „Херман Гьоринг“ и е дарена на Италианската социална република. След края на Втората световна война през 1945 г. тя е върната в Неапол, където от 1957 г. е изложена в Кралския апартамент на Музей „Каподимонте“.

## Описание
В творбата си художникът изобразява визитата на Карлос III в Рим при папа Бенедикт XIV, с когото има близко приятелство сключено със Съглашението от 1741 г. Изобразеното действие се състои през 1744 г., малко след победата на бурбонските войски над австрийскити при Велетри в избухналата Война за австрийското наследство.
В две свои творби – тази и Карлос III де Бурбон на визита в Базилика „Свети Петър“, художникът Джовани Паоло Панини, очевидец на събитието, изобразява помпозното посрещане на Карлос III в Рим.
В тази картина Карлос III е посрещнат от папа Бенедикт XIV в Сградата за отдих (Coffee House) на двореца Квиринал. Кралят е представен като важна личност, приет в Рим с блестящ светски ентусиазъм, заобиколен от римски аристократи. На фона е видима Сградата за отдих в градината на двореца, изобразена по такъв начин, че да създава чувство за дълбочина благодарение на перспективната илюзия. Тоновете са рафинирани и светски и като цяло картината създава илюзията, че стоим пред театрална сцена.